# Femminile Inter Milano 2013-2014
Questa voce raccoglie le informazioni riguardanti l'Associazione Sportiva Dilettantistica Femminile Inter Milano nelle competizioni ufficiali della stagione 2013-2014.

## Organigramma societario
- Presidente: Elena Tagliabue
- Vicepresidente: Pierantonio Naplone
- Direttore generale: Andrea Doria
- Allenatore: Carmelo Malgeri
- Secondo allenatore: Gianni D'Ingeo
- Dirigente accompagnatore: Giorgio Graziano
- Preparatore atletico: Massimiliano Gioia
- Fisioterapista: Filippo Saluzzo
- Dirigenti spogliatoio: Francesca Conti e Daniela Mapelli
- Segretario: Matteo Vestito
- Segretaria settore giovanile: Francesca Barbuiani
- Direttore sportivo: Gianni D'Ingeo
- Direttore sportivo settore giovanile: Giuseppe Bonalumi
- Responsabile settore giovanile: Maurizio Volonterio

### Rosa
Rosa e numerazione aggiornate al 21 ottobre 2013.
| N. |                   | Ruolo | Calciatrice       |
| -- | ----------------- | ----- | ----------------- |
|    | Italia (bandiera) | P     | Giada Ferraro     |
|    | Italia (bandiera) | P     | Cristina Selmi    |
|    | Italia (bandiera) | D     | Martina Cortesi   |
|    | Italia (bandiera) | D     | Silvia D'Argenio  |
|    | Italia (bandiera) | D     | Chiara Dedè       |
|    | Italia (bandiera) | D     | Beatrice Merlo    |
|    | Italia (bandiera) | D     | Giulia Pagano     |
|    | Italia (bandiera) | D     | Federica Rizza    |
|    | Italia (bandiera) | D     | Francesca Vitale  |
|    | Italia (bandiera) | C     | Giulia Ambrosetti |
|    | Italia (bandiera) | C     | Marta Carissimi   |
|    | Italia (bandiera) | C     | Giulia Colombo    |

| N. |                   | Ruolo | Calciatrice       |
| -- | ----------------- | ----- | ----------------- |
|    | Italia (bandiera) | C     | Michela Greco     |
|    | Italia (bandiera) | C     | Elisa Lecce       |
|    | Italia (bandiera) | C     | Federica Moroni   |
|    | Italia (bandiera) | C     | Ilaria Nati       |
|    | Italia (bandiera) | C     | Elena Vestito     |
|    | Italia (bandiera) | A     | Regina Baresi     |
|    | Italia (bandiera) | A     | Giorgia Bracelli  |
|    | Italia (bandiera) | A     | Giulia Brazzarola |
|    | Italia (bandiera) | A     | Alice Cama        |
|    | Italia (bandiera) | A     | Zhanna Ferrario   |
|    | Italia (bandiera) | A     | Simona Sodini     |
|    | Italia (bandiera) | A     | Valentina Velati  |

## Calciomercato

### Sessione estiva
| Acquisti | Acquisti          | Acquisti           | Acquisti   |
| R.       | Nome              | da                 | Modalità   |
| -------- | ----------------- | ------------------ | ---------- |
| P        | Giada Ferraro     | Fiammamonza        | definitivo |
| D        | Martina Cortesi   | Como 2000          | definitivo |
| C        | Giulia Ambrosetti | Como 2000          | definitivo |
| C        | Marta Carissimi   | Bardolino Verona   | definitivo |
| C        | Giulia Colombo    | Fiammamonza        | definitivo |
| C        | Michela Greco     | Riviera di Romagna | definitivo |
| A        | Giulia Brazzarola | Fiammamonza        | definitivo |
| A        | Alice Cama        | Riviera di Romagna | definitivo |
| A        | Simona Sodini     | Riviera di Romagna | svincolata |

| Cessioni | Cessioni             | Cessioni       | Cessioni   |
| R.       | Nome                 | a              | Modalità   |
| -------- | -------------------- | -------------- | ---------- |
| D        | Benedetta Meroni     | Como 2000      | definitivo |
| D        | Stefania Panzini     | Real Bardolino | definitivo |
| C        | Annalisa Calvo       | Bocconi        | definitivo |
| C        | Aurora Galli         | Torres         | definitivo |
| C        | Federica Laddaga     |                | svincolata |
| A        | Valentina Bianchessi | Como 2000      | definitivo |

### Sessione invernale
| Acquisti | Acquisti    | Acquisti | Acquisti |
| R.       | Nome        | da       | Modalità |
| -------- | ----------- | -------- | -------- |
| D        | Chiara Dedè | Caprera  |          |

| Cessioni | Cessioni      | Cessioni | Cessioni   |
| R.       | Nome          | a        | Modalità   |
| -------- | ------------- | -------- | ---------- |
| A        | Simona Sodini | Luserna  | svincolata |

## Risultati

### Serie A

#### Girone di andata
| Arbitro: | Andrea Casadei (Cesena) |

|              |           |  |
| D'Antoni 30’ | Marcatori |  |

| Arbitro: | Matteo Antonio Scordo (Novara) |

|                           |           |                         |
| Ambrosetti 61’ Sodini 70’ | Marcatori | 83’ Zanoni 92’ Mantoani |

| Arbitro: | Federico Fontani (Siena) |

|             |           |               |
| Pugnali 16’ | Marcatori | 95’ D'Argenio |

| Arbitro: | Marco Collareta (Novi Ligure) |

|                      |           |                        |
| Baresi 10’ Greco 44’ | Marcatori | 75’, 93’ (rig.) Paroni |

| Arbitro: | Cusanno (Chivasso) |

|           |           |  |
| Ricco 57’ | Marcatori |  |

| Arbitro: | Daniele Alibrandi (Alessandria) |

|  |           |                                     |
|  | Marcatori | 14’ Iannella 30’ Panico 77’ Maendly |

| Arbitro: | Davide Pederzolli (Trento) |

|                                                                     |           |  |
| Cernoia 9’, 20’ Sabatino 18’ Girelli 46’, 58’ Prost 71’ Tarenzi 74’ | Marcatori |  |

| Arbitro: | Emanuele Spagnolo (Reggio nell'Emilia) |

|         |           |              |
| Cama 2’ | Marcatori | 76’ Vukčević |

| Arbitro: | Stefano Belfiore (Parma) |

|                                    |           |            |
| Tonani 6’ Riboldi 21’ Giacinti 68’ | Marcatori | 60’ Velati |

| Arbitro: | Michele Giordano (Novara) |

|                     |           |                                     |
| Cama 39’ Baresi 45’ | Marcatori | 20’ Caccamo 48’, 50’ Mastrovincenzo |

| Arbitro: | Gabriele Nube (Mestre) |

|                                          |           |                                 |
| Tombola 30’ Magnaguagno 81’ Chinello 88’ | Marcatori | 13’ (rig.) Baresi 17’ Carissimi |

| Arbitro: | Alessio Clerico (Torino) |

|                                                |           |                 |
| Baresi 22’ (rig.) Esposito 62’ (aut.) Dedè 72’ | Marcatori | 18’, 55’ Pirone |

| Arbitro: | Daniele Perenzoni (Rovereto) |

|                                                        |           |                         |
| Napoli 4’ Mason 22’ (rig.) Gabbiadini 25’ Karlsson 66’ | Marcatori | 63’ Moroni 89’ Ferrario |

| Arbitro: | Mattia Dal Pan (Belluno) |

|                   |           |  |
| Parisi 63’ (rig.) | Marcatori |  |

| Arbitro: | Matteo Marcenaro (Genova) |

|               |           |  |
| Carissimi 12’ | Marcatori |  |

#### Girone di ritorno
| Arbitro: | Fabio Cassella (Brà) |

|            |           |           |
| Baresi 92’ | Marcatori | 64’ Bachi |

| Mortegliano 25 gennaio 2014, ore 14:30 CET 17ª giornata | Chiasiellis               | 0 – 0 referto | Inter Milano | Stadio Comunale Franco Beltrame\| Arbitro: \| Michele Collavo (Treviso) \| |
| Arbitro:                                                | Michele Collavo (Treviso) |               |              |                                                                            |

| Arbitro: | Alessandro Rosami (Carrara) |

|           |           |  |
| Greco 65’ | Marcatori |  |

| Arbitro: | Armando Ongarato (Castelfranco Veneto) |

|                          |           |  |
| Paroni 32’ Cavallini 60’ | Marcatori |  |

| Arbitro: | Alessandro Nista (La Spezia) |

|            |           |  |
| Baresi 25’ | Marcatori |  |

| Arbitro: | Luca Ragone (Ciampino) |

|                                      |           |  |
| Panico 11’, 70’ Fuselli 50’ Tona 84’ | Marcatori |  |

| Arbitro: | Alessio Clerico (Torino) |

|           |           |                                       |
| Merlo 13’ | Marcatori | 21’ Rosucci 49’ Costi 56’ Alborghetti |

| Arbitro: | Marco Acanfora (Castellammare di Stabia) |

|  |           |              |
|  | Marcatori | 87’ Bracelli |

| Arbitro: | Angelo De Leo (Molfetta) |

|  |           |              |
|  | Marcatori | 47’ Giacinti |

| Arbitro: | Denis Didu (Jesi) |

|                                    |           |            |
| Mendes 6’ Infante 68’ Petralia 72’ | Marcatori | 29’ Baresi |

| Arbitro: | Matteo Gualtieri (Asti) |

|                   |           |                            |
| Baresi 62’ (rig.) | Marcatori | 29’ Chinello 60’ Carradore |

| Arbitro: | Valerio Maranesi (Ciampino) |

|            |           |  |
| Pirone 21’ | Marcatori |  |

| Arbitro: | Antonio Matteo Scordo (Novara) |

|  |           |                                              |
|  | Marcatori | 32’ Napoli 53’ Lagonia 55’ Toselli 73’ Baldo |

| Arbitro: | Matteo Marcenaro (Genova) |

|  |           |             |
|  | Marcatori | 76’ Zuliani |

| Arbitro: | Enrico Bertozzi (Cesena) |

|                       |           |                  |
| Salvatori Rinaldi 46’ | Marcatori | 8’ Nati 33’ Cama |

### Coppa Italia

#### Primo turno

##### Triangolari - Girone 5
| Milano 1º settembre 2013 1ª giornata | Bocconi | 0 – 0 | Inter Milano | Centro sp. Ex Redaelli |

| Pero 8 settembre 2013 3ª giornata | Inter Milano | 2 – 0 | Real Meda | Centro sp. Gianni Brera, Campo 1 |

#### Secondo turno
| Pero 15 settembre 2013 | Inter Milano | 3 – 1 | Villacidro Villgomme | Centro sp. Gianni Brera, Campo 1 |

#### Ottavi di finale
| Ponte Lambro 11 dicembre 2013, ore 14:30 CEST Terzo turno | Como 2000 | 1 – 2 | Inter Milano | Stadio Comunale |

#### Quarti di finale
| Pero 24 maggio 2014, ore 15:00 CEST                                          | Inter Milano | 0 – 4 referto                              | Torres | Centro sp. Gianni Brera, Campo 1 |
| \| \| \| \| \| \| Marcatori \| 28’ Iannella 40’ Panico Brazzarola Maendly \| |              |                                            |        |                                  |
|                                                                              |              |                                            |        |                                  |
|                                                                              | Marcatori    | 28’ Iannella 40’ Panico Brazzarola Maendly |        |                                  |

## Statistiche

### Statistiche di squadra
| Competizione | Punti | In casa | In casa | In casa | In casa | In casa | In casa | In trasferta | In trasferta | In trasferta | In trasferta | In trasferta | In trasferta | Totale | Totale | Totale | Totale | Totale | Totale | DR  |
| Competizione | Punti | G       | V       | N       | P       | Gf      | Gs      | G            | V            | N            | P            | Gf           | Gs           | G      | V      | N      | P      | Gf     | Gs     | DR  |
| ------------ | ----- | ------- | ------- | ------- | ------- | ------- | ------- | ------------ | ------------ | ------------ | ------------ | ------------ | ------------ | ------ | ------ | ------ | ------ | ------ | ------ | --- |
| Serie A      | 24    | 15      | 4       | 4       | 7       | 16      | 25      | 15           | 2            | 2            | 11           | 10           | 32           | 30     | 6      | 6      | 18     | 26     | 57     | -31 |
| Coppa Italia | -     | 3       | 2       | 0       | 1       | 5       | 5       | 2            | 1            | 1            | 0            | 2            | 1            | 5      | 3      | 1      | 1      | 7      | 6      | +1  |
| Totale       | -     | 18      | 6       | 4       | 8       | 21      | 30      | 17           | 3            | 3            | 11           | 12           | 33           | 35     | 9      | 7      | 19     | 33     | 63     | -30 |

### Andamento in campionato
| Giornata  | 1 | 2 | 3 | 4 | 5  | 6 | 7 | 8 | 9 | 10 | 11 | 12 | 13 | 14 | 15 | 16 | 17 | 18 | 19 | 20 | 21 | 22 | 23 | 24 | 25 | 26 | 27 | 28 | 29 | 30 |
| --------- | - | - | - | - | -- | - | - | - | - | -- | -- | -- | -- | -- | -- | -- | -- | -- | -- | -- | -- | -- | -- | -- | -- | -- | -- | -- | -- | -- |
| Luogo     | T | C | T | C | T  | C | T | C | T | C  | T  | C  | T  | T  | C  | C  | T  | C  | T  | C  | T  | C  | T  | C  | T  | C  | T  | C  | C  | T  |
| Risultato | P | N | N | N | P  | P | P | N | P | P  | P  | V  | P  | P  | V  | N  | N  | V  | P  | V  | P  | P  | V  | P  | P  | P  | P  | P  | P  | V  |
| Posizione |   |   |   |   | 14 |   |   |   |   |    |    |    |    |    |    | 13 |    |    |    |    |    | 13 | 11 | 11 | 13 | 13 | 13 | 13 | 14 | 13 |

Legenda:

Luogo: C = Casa; T = Trasferta. Risultato: V = Vittoria; N = Pareggio; P = Sconfitta.

### Statistiche delle giocatrici
Presenze e reti fatte e subite.
| Giocatore     | Serie A  | Serie A | Serie A     | Serie A    | Coppa Italia | Coppa Italia | Coppa Italia | Coppa Italia | Totale   | Totale | Totale      | Totale     |
| Giocatore     | Presenze | Reti    | Ammonizioni | Espulsioni | Presenze     | Reti         | Ammonizioni  | Espulsioni   | Presenze | Reti   | Ammonizioni | Espulsioni |
| ------------- | -------- | ------- | ----------- | ---------- | ------------ | ------------ | ------------ | ------------ | -------- | ------ | ----------- | ---------- |
| G. Ambrosetti | 16       | 1       | 0           | 0          | ?            | ?            | ?            | ?            | 16+      | 1+     | 0+          | 0+         |
| R. Baresi     | 30       | 8       | 0           | 0          | ?            | ?            | ?            | ?            | 30+      | 8+     | 0+          | 0+         |
| G. Bracelli   | 19       | 1       | 0           | 0          | ?            | ?            | ?            | ?            | 19+      | 1+     | 0+          | 0+         |
| G. Brazzarola | 12       | 0       | 0           | 0          | ?            | ?            | ?            | ?            | 12+      | 0+     | 0+          | 0+         |
| A. Cama       | 29       | 3       | 4           | 0          | ?            | ?            | ?            | ?            | 29+      | 3+     | 4+          | 0+         |
| M. Carissimi  | 23       | 2       | 2           | 1          | ?            | ?            | ?            | ?            | 23+      | 2+     | 2+          | 1+         |
| C. Cartelli   | 5        | -14     | 0           | 0          | ?            | ?            | ?            | ?            | 5+       | -14+   | 0+          | 0+         |
| G. Colombo    | 0        | 0       | 0           | 0          | ?            | ?            | ?            | ?            | 0+       | 0+     | 0+          | 0+         |
| M. Cortesi    | 28       | 0       | 2           | 0          | ?            | ?            | ?            | ?            | 28+      | 0+     | 2+          | 0+         |
| S. D'Argenio  | 5        | 1       | 0           | 0          | ?            | ?            | ?            | ?            | 5+       | 1+     | 0+          | 0+         |
| C. Dedè       | 16       | 1       | 0           | 1          | ?            | ?            | ?            | ?            | 16+      | 1+     | 0+          | 1+         |
| I. Nati       | 1        | 1       | 0           | 0          | ?            | ?            | ?            | ?            | 1+       | 1+     | 0+          | 0+         |
| S. Sodini     | 10       | 1       | 0           | 0          | ?            | ?            | ?            | ?            | 10+      | 1+     | 0+          | 0+         |
| Z. Ferrario   | 10       | 1       | 0           | 0          | ?            | ?            | ?            | ?            | 10+      | 1+     | 0+          | 0+         |
| G. Ferraro    | 14       | -17     | 0           | 0          | ?            | ?            | ?            | ?            | 14+      | -17+   | 0+          | 0+         |
| M. Greco      | 29       | 2       | 4           | 0          | ?            | ?            | ?            | ?            | 29+      | 2+     | 4+          | 0+         |
| E. Lecce      | 16       | 0       | 0           | 0          | ?            | ?            | ?            | ?            | 16+      | 0+     | 0+          | 0+         |
| B. Merlo      | 6        | 1       | 1           | 0          | ?            | ?            | ?            | ?            | 6+       | 1+     | 1+          | 0+         |
| F. Moroni     | 21       | 1       | 0           | 0          | ?            | ?            | ?            | ?            | 21+      | 1+     | 0+          | 0+         |
| G. Pagano     | 25       | 0       | 4           | 0          | ?            | ?            | ?            | ?            | 25+      | 0+     | 4+          | 0+         |
| F. Rizza      | 22       | 0       | 4           | 0          | ?            | ?            | ?            | ?            | 22+      | 0+     | 4+          | 0+         |
| C. Selmi      | 13       | -26     | 0           | 0          | ?            | ?            | ?            | ?            | 13+      | -26+   | 0+          | 0+         |
| V. Velati     | 20       | 1       | 1           | 0          | ?            | ?            | ?            | ?            | 20+      | 1+     | 1+          | 0+         |
| E. Vestito    | 4        | 0       | 0           | 0          | ?            | ?            | ?            | ?            | 4+       | 0+     | 0+          | 0+         |
| F. Vitale     | 23       | 0       | 3           | 0          | ?            | ?            | ?            | ?            | 23+      | 0+     | 3+          | 0+         |
| D. Zazzera    | 2        | 0       | 1           | 0          | ?            | ?            | ?            | ?            | 2+       | 0+     | 1+          | 0+         |